# هیدروژن فلزی

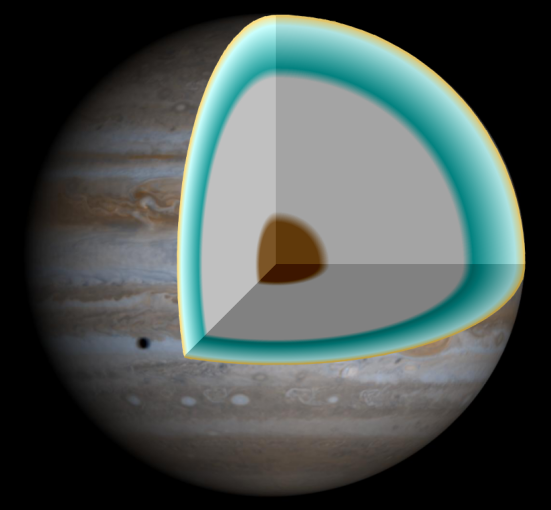
سیارات غول پیکر گازی مانند مشتری (تصویر بالا) و زحل شاید دارای مقدار زیادی از هیدروژن فلزی (رنگ خاکستری در تصویر) باشند

هیدروژن فلزی (به انگلیسی: metallic hydrogen) حالتی از ماده تباهیده، در فازهای هیدروژن است که در آن هیدروژن به عنوان یک رسانای الکتریکی عمل می‌کند. وجود چنین حالتی به صورت نظری در سال ۱۹۳۵ توسط یوجین ویگنر فیزیکدان مجاری‌الاصل آمریکایی پیش‌بینی شده بود، اما به دلیل نیاز به فشار بسیار بالا (صدها گیگاپاسکال) تا سال ۲۰۱۶ میلادی در آزمایشگاه مشاهده نشده بود.
در شرایط دما و فشار بالا، هیدروژن فلزی ممکن است که به صورت مایع و نه جامد وجود داشته‌باشد و پژوهش‌گران بر این باورند که هیدروژن در چنین حالتی و در مقدارهای بزرگی در بخش‌های به‌شدت زیر فشار جاذبهٔ داخلی مشتری، زحل، و برخی از سیاره‌های فراخورشیدی وجود دارد.
پژوهش‌گران دانشگاه هاروارد، رنگا دایاس و ایساک سیلورا در اکتبر سال ۲۰۱۶ مدعی مشاهدهٔ آزمایشگاهی هیدروژن فلزی در فشاری حدود ۴۹۵ گیگاپاسکال (۴٬۹۵۰٬۰۰۰ بار؛ ۴٬۸۹۰٬۰۰۰ اتمسفر استاندارد؛ ۷۱٬۸۰۰٬۰۰۰ پوند بر اینچ مربع). شده‌اند که این ادعا در ابتدای سال ۲۰۱۷ میلادی با انتشار رسمی این یافته در نشریه ساینس، تأیید گردید.
در این فشار، هیدروژن ممکن است به عنوان مایع به جای جامد وجود داشته باشد. تصور می‌شود که هیدروژن فلزی مایع در مقدارهای بزرگ در فضای داخلی فشرده شدهٔ گرانشی مشتری، زحل و برخی از سیاره‌های تازه کشف شدهٔ فراخورشیدی موجود باشد.

## پیشنهاد ابررسانا بودن
در سال ۱۹۶۸، نیل اشکرافت پیشنهاد کرد که هیدروژن فلزی ممکن است یک ابررسانا در دمای اتاق (۲۹۰ K یا ۱۷ درجه سانتی گراد) باشد، که این بسیار بالاتر (و کاملاً مطلوب‌تر) از هر گونه مادهٔ نامزد تاکنون شناخته شده برای ابررسانایی است. این فرضیه بر پایه احتمال وجود میدان‌های برهم‌کنش قوی (مورد انتظار) بین الکترون‌های هادی و ارتعاشات شبکهٔ فونون است.
نکته: حالات "فوق العاده" ماده که در حال حاضر شناخته شده‌اند عبارتند از ابررساناها، مایعات و گازهای فوق سیال و ابر جامدها. اگور بابایف پیش‌بینی کرد که اگر هیدروژن و دوتریوم حالت‌های فلزی مایع داشته باشند، ممکن است حالت‌های مرتب کوانتومی داشته باشند که نمی‌توان آن‌ها را به‌عنوان ابررسانا یا ابر سیال به معنای معمول طبقه‌بندی کرد. در عوض، آن‌ها ممکن است دو نوع جدید ممکن از سیالات کوانتومی را نشان دهند: ابر سیالات ابررسانا و ابر سیالات فلزی. پیش‌بینی می‌شد که چنین سیالاتی واکنش‌های بسیار غیرعادی به میدان‌های مغناطیسی و چرخش‌های خارجی داشته باشند، که ممکن است وسیله‌ای برای تأیید تجربی پیش‌بینی‌های بابایف باشد. همچنین پیشنهاد شده است که، تحت تأثیر یک میدان مغناطیسی، هیدروژن ممکن است انتقال فاز از ابررسانایی به ابرسیال و بالعکس را نشان دهد.

## هیدروژن فلزی مایع
هلیوم-4 مایعی در فشار معمولی نزدیک به صفر مطلق است که نتیجه انرژی بالای نقطه صفر  آن (ZPE) است. ZPE پروتون‌ها در حالت متراکم نیز زیاد است و کاهش انرژی چینش  (نسبت به ZPE) در فشارهای بالا انتظار می‌رود. استدلال‌هایی توسط نیل اشکرافت و دیگران ارائه شده است مبنی بر اینکه حداکثر نقطه ذوب در هیدروژن فشرده وجود دارد، اما همچنین ممکن است محدوده‌ای از چگالی‌ها در فشارهای حدود 400 گیگا پاسکال وجود داشته باشد، که هیدروژن یک فلز مایع است، حتی در دماهای پایین. 